# Hautesvignes
Hautesvignes – miejscowość i gmina we Francji, w regionie Nowa Akwitania, w departamencie Lot i Garonna.
Według danych na rok 1990 gminę zamieszkiwały 132 osoby, a gęstość zaludnienia wynosiła 15 osób/km² (wśród 2290 gmin Akwitanii Hautesvignes plasuje się na 1044. miejscu pod względem liczby ludności, natomiast pod względem powierzchni na miejscu 1149.).